# Chinesische Fußballnationalmannschaft (U-20-Männer)
Die chinesische U-20-Fußballnationalmannschaft ist eine Auswahlmannschaft chinesischer Fußballspieler. Sie unterliegt der Chinese Football Association und repräsentiert sie international auf U-20-Ebene, etwa in Freundschaftsspielen gegen die Auswahlmannschaften anderer nationaler Verbände oder bei U-20-Weltmeisterschaften und U-19-Asienmeisterschaften.
Das beste Ergebnis bei einer Weltmeisterschaft erreichte die Mannschaft 1985 in der Sowjetunion, als sie erst im Viertelfinale gegen die Mannschaft des Gastgebers verlor. 2001 und 2005 erreichte sie jeweils das Achtelfinale der WM.
Die Asienmeisterschaft konnte sie 1984 gewinnen, 1982, 1996 und 2004 verlor sie jeweils im Finale gegen Südkorea.

## Teilnahme an U-20-Weltmeisterschaften
| 1977 | nicht teilgenommen |
| 1979 | nicht teilgenommen |
| 1981 | nicht teilgenommen |
| 1983 | Vorrunde           |
| 1985 | Viertelfinale      |
| 1987 | nicht qualifiziert |
| 1989 | nicht qualifiziert |
| 1991 | nicht qualifiziert |
| 1993 | nicht qualifiziert |
| 1995 | nicht qualifiziert |
| 1997 | Vorrunde           |
| 1999 | nicht qualifiziert |
| 2001 | Achtelfinale       |
| 2003 | nicht qualifiziert |
| 2005 | Achtelfinale       |
| 2007 | nicht qualifiziert |
| 2009 | nicht qualifiziert |
| 2011 | nicht qualifiziert |
| 2013 | nicht qualifiziert |
| 2015 | nicht qualifiziert |
| 2017 | nicht qualifiziert |
| 2019 | nicht qualifiziert |
| 2023 | nicht qualifiziert |
| 2025 | nicht qualifiziert |

## Teilnahme an U-20-Asienmeisterschaften
(bis 2006 Junioren-Asienmeisterschaft)
| 1959 | nicht teilgenommen |
| 1960 | nicht teilgenommen |
| 1961 | nicht teilgenommen |
| 1962 | nicht teilgenommen |
| 1963 | nicht teilgenommen |
| 1964 | nicht teilgenommen |
| 1965 | nicht teilgenommen |
| 1966 | nicht teilgenommen |
| 1967 | nicht teilgenommen |
| 1968 | nicht teilgenommen |
| 1969 | nicht teilgenommen |
| 1970 | nicht teilgenommen |
| 1971 | nicht teilgenommen |
| 1972 | nicht teilgenommen |
| 1973 | nicht teilgenommen |
| 1974 | nicht teilgenommen |
| 1975 | Viertelfinale      |
| 1976 | Viertelfinale      |
| 1977 | nicht teilgenommen |
| 1978 | Vorrunde           |
| 1980 | nicht qualifiziert |
| 1982 | 2. Platz           |
| 1984 | Sieger             |
| 1986 | nicht qualifiziert |
| 1988 | Vorrunde           |
| 1990 | nicht qualifiziert |
| 1992 | nicht qualifiziert |
| 1994 | nicht qualifiziert |
| 1996 | 2. Platz           |
| 1998 | Vorrunde           |
| 2000 | 3. Platz           |
| 2002 | Viertelfinale      |
| 2004 | 2. Platz           |
| 2006 | Viertelfinale      |
| 2008 | Viertelfinale      |
| 2010 | Viertelfinale      |
| 2012 | Vorrunde           |
| 2014 | Viertelfinale      |
| 2016 | Vorrunde           |
| 2018 | Vorrunde           |
| 2023 | Viertelfinale      |
| 2025 | Viertelfinale      |

## Testspielserie in der Fußball-Regionalliga Südwest
In der Rückrunde der Saison 2017/2018 der Fußball-Regionalliga Südwest sollte die chinesische U20 gegen die jeweils spielfreie Mannschaft (ausgenommen die TuS Koblenz, der SV Waldhof Mannheim und der SV Stuttgarter Kickers) antreten, um sich so auf die Olympischen Spiele 2020 in Tokio vorzubereiten. Nachdem es im ersten Spiel gegen den TSV Schott Mainz am 18. November 2017 zu Protesten von Mitgliedern der Tibet Initiative Deutschland gekommen war, und das Spiel daraufhin unterbrochen werden musste und „beiden Verbänden substanzielle Hinweise auf weitere Eskalationen vorliegen“, entschieden der Deutsche Fußball-Bund und die Chinese Football Association am 24. November 2017 die restlichen drei Spiele, die noch im Jahr 2017 ausgetragen werden sollten, auf nach der Winterpause zu verschieben. Am 22. Dezember 2017 entschieden der DFB und die CFA die Testspielserie nicht fortzusetzen, abgesehen vom TSV Schott Mainz erhalten die teilnehmenden Vereine die in Aussicht gestellte Prämie in Höhe von 15.000 Euro nicht.

### Spielübersicht
| Datum      | Ergebnis | Gegner                 | Austragungsort                       |
| ---------- | -------- | ---------------------- | ------------------------------------ |
| 18.11.2017 | 0:3      | TSV Schott Mainz       | Mainz, Bezirkssportanlage Mombach    |
| 25.11.2017 | abgesagt | FSV Frankfurt          | Frankfurt am Main, Volksbank-Stadion |
| 01.12.2017 | abgesagt | TSG 1899 Hoffenheim II | Sinsheim, Dietmar-Hopp-Stadion       |
| 09.12.2017 | abgesagt | VfR Wormatia Worms     | Worms, EWR-Arena                     |

## Bekannte Trainer
- Eckhard Krautzun (2003–2005)